# Норд-Схарвауде
Норд-Схарвауде (нід. Noord-Scharwoude) — село в нідерландській провінції Північна Голландія. Входить до муніципалітету Дейк-ен-Вард.
Його площа становить 4,12 км², а населення станом на 2021 рік складало 6 025 осіб.
Перша згадка про населений пункт датується 1094 роком.
До 1941 року мало статус окремого муніципалітету. У 2022 році Нурд-Шарвуде став частиною нового муніципалітету Дейк-ен-Ваард.

## Галерея

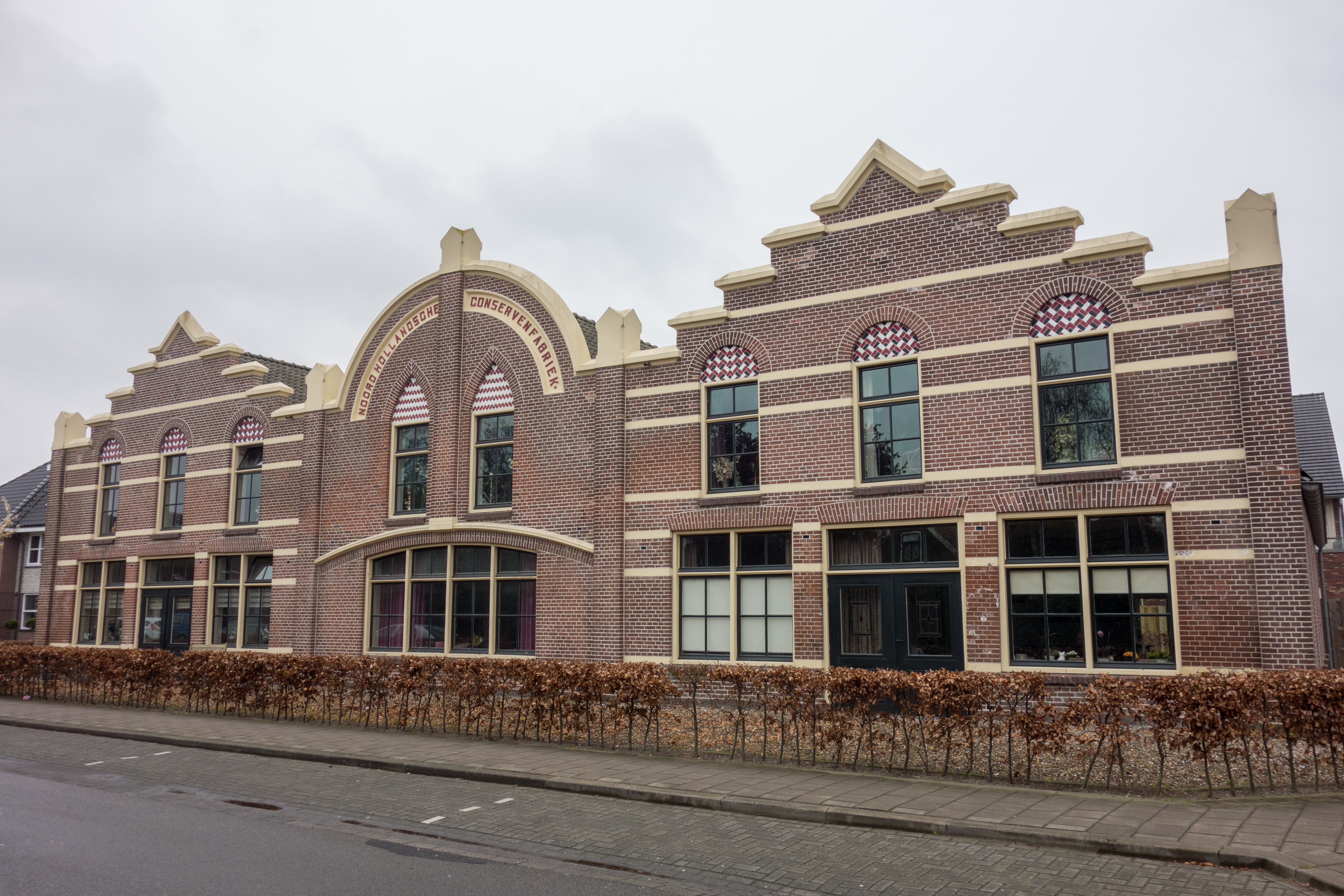
Будівля колишнього консервного заводу
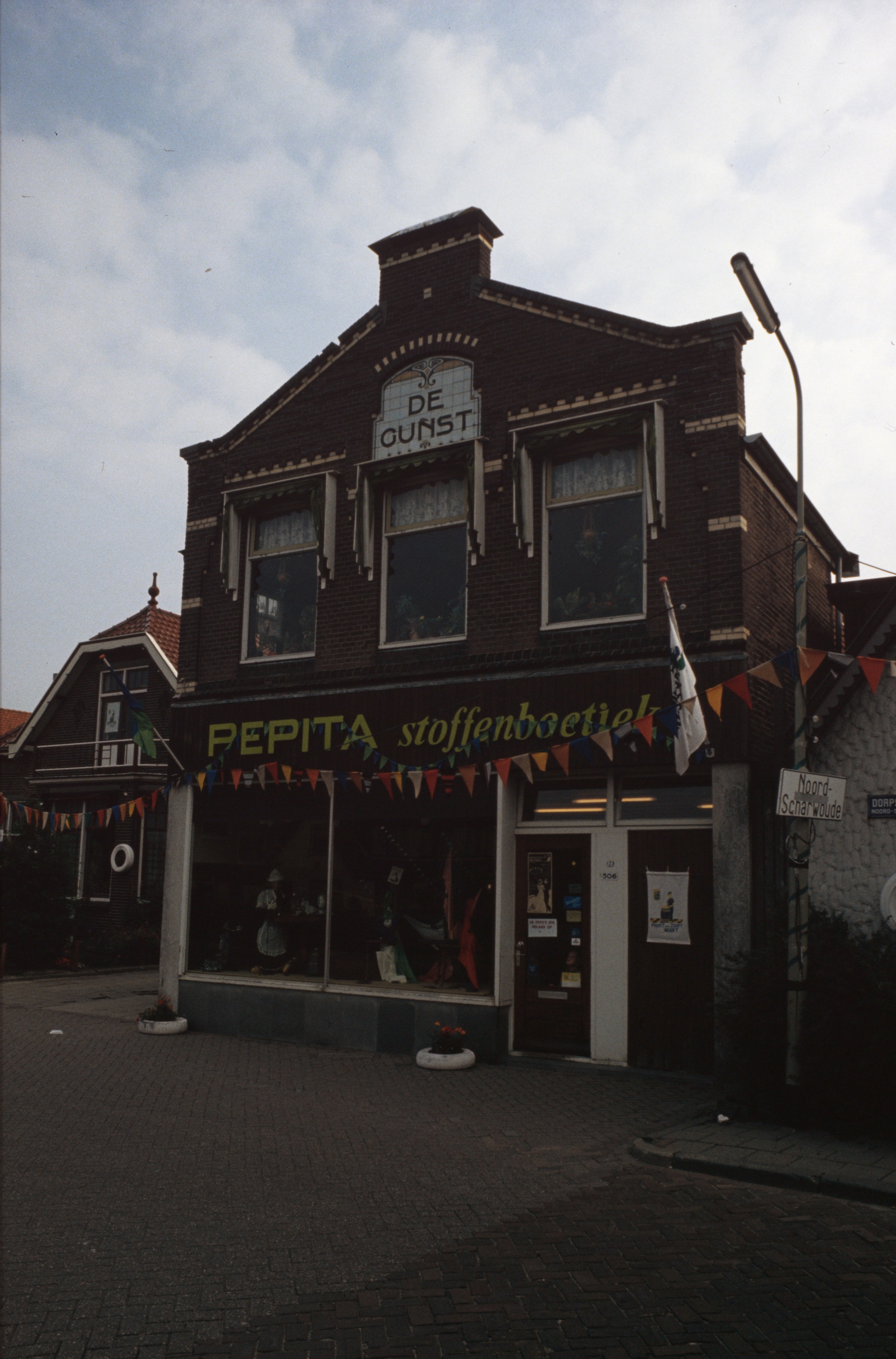
Магазин у селі
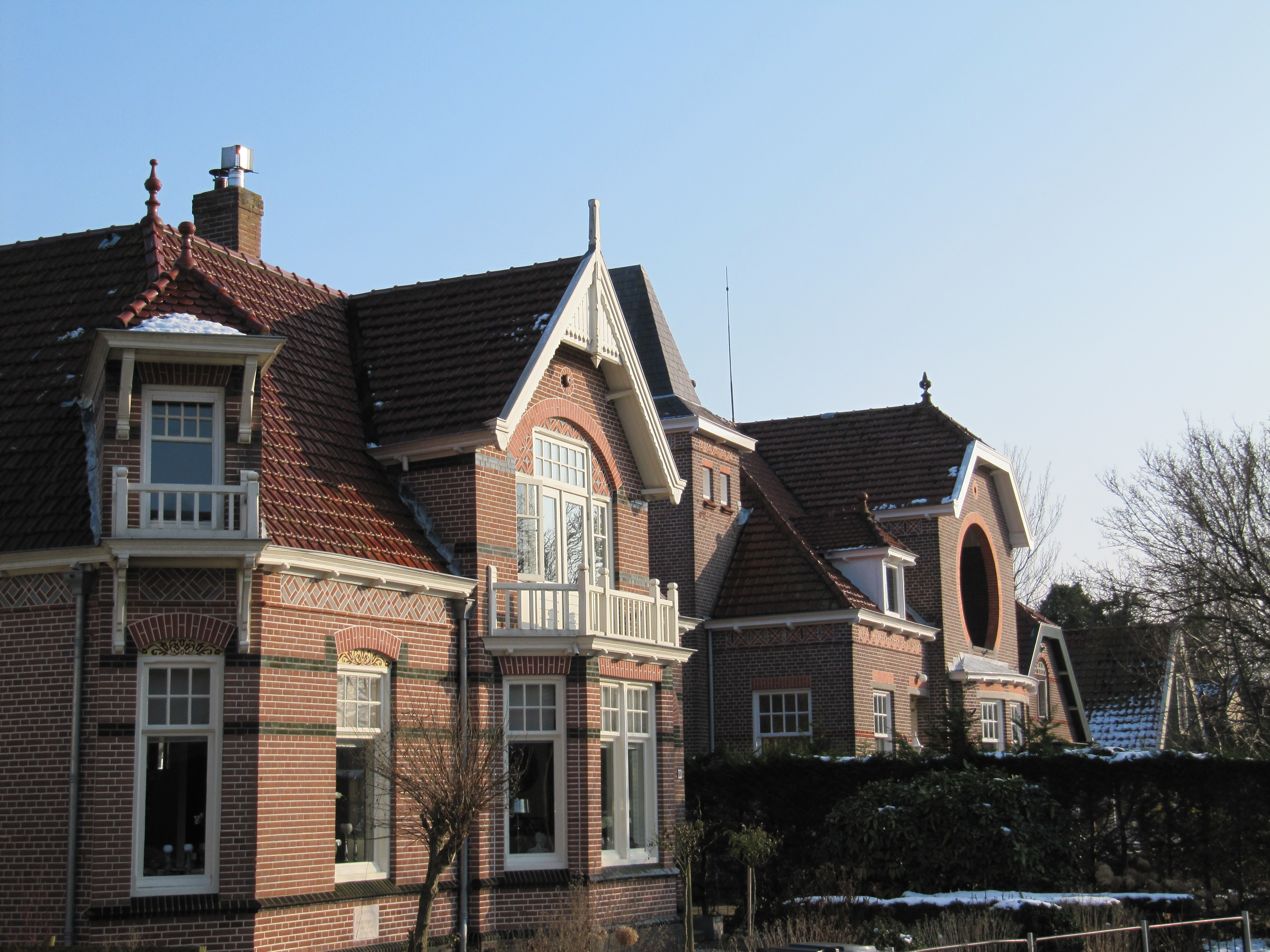
Сільська забудова
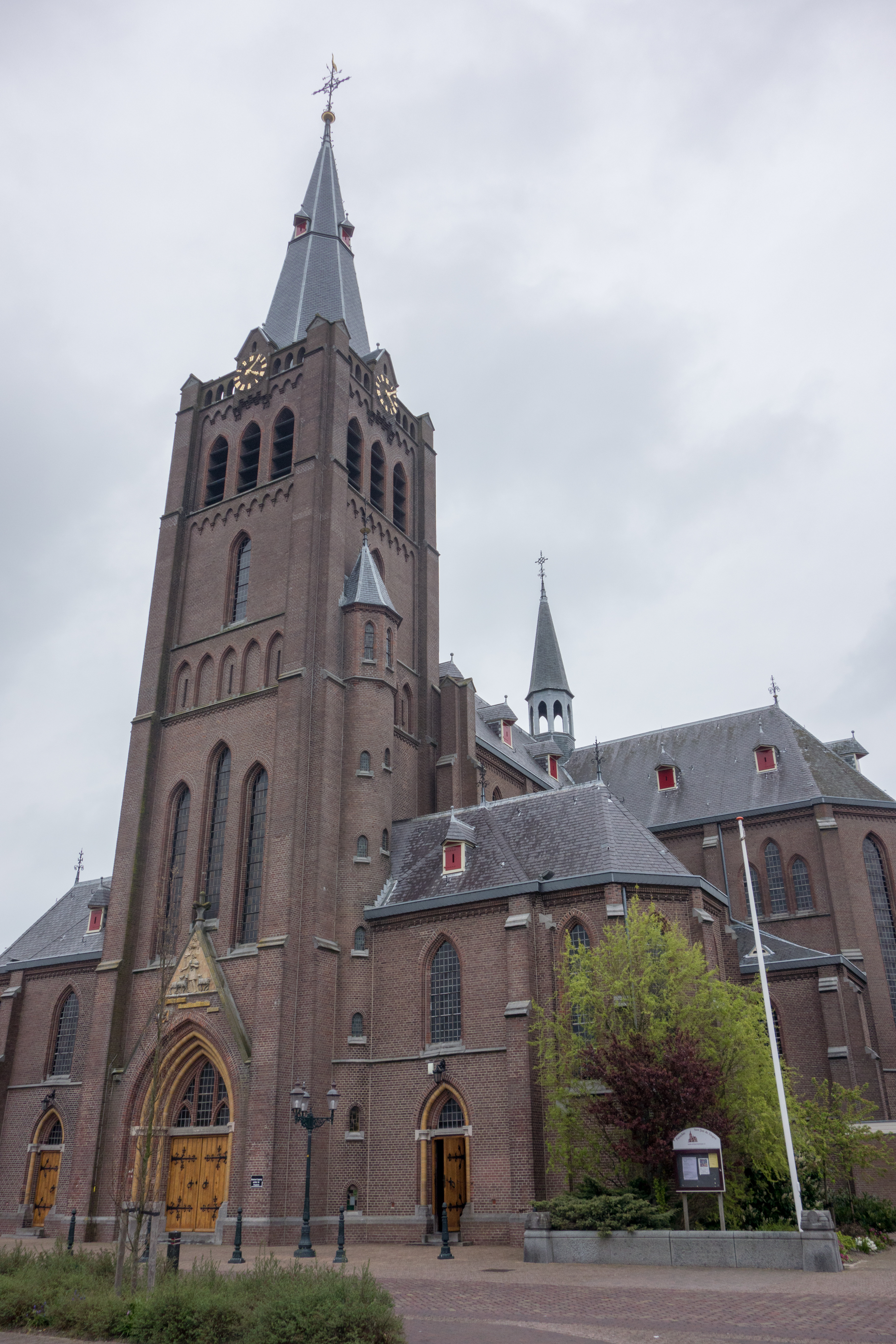
Церква у Норд-Схарвауде